# زانکت آندرا ایم لنگو
زانکت آندرا ایم لنگو (به آلمانی: Sankt Andrä im Lungau) یک منطقهٔ مسکونی در اتریش است که در ناحیه تامسوگ واقع شده‌است. زانکت آندرا ایم لنگو ۱۰٫۵۰ کیلومتر مربع مساحت دارد ۱٬۰۵۵ متر بالاتر از سطح دریا واقع شده‌است.